# Том Лантос
Томас Пітер Лантос (англ. Thomas Peter Lantos, спочатку угор. Lantos Tamás Péter; 1 лютого 1928, Будапешт — 11 лютого 2008, Бетезда) — американський політик угорсько-єврейського походження. Був єдиним конгресменом США, хто пережив нацистський концтабір і Голокост.

## Біографія
Під час Другої світової війни Лантос був членом антифашистського руху і в'язнем концтабору.
Після війни емігрував до США (1947).
Том Лантос навчався у Вашингтонському університеті та Університеті Каліфорнії у Берклі та отримав звання доктора філософії у 1953 році.
У 1950–1980 рр. Лантос був професором економіки, аналітиком у галузі міжнародних відношень на телебаченні та консультантом. Він також був старшим радником кількох сенаторів США.
З 1981 року був депутатом Конгресу США від Демократичної партії, спочатку від 11-го, пізніше від 12-го виборчого округу Каліфорнії. У Конгресі Лантос очолював Комітет у закордонних справах.

## Політичні позиції
За політичним поглядам Лантос часто розглядали як одного з більш ліберальних депутатів Конгресу. До його діяльності та переконаннями ставилися:
- Захист прав людини, якій він надавав центральне значення
- Підтримка легалізації абортів і досліджень стввольних клітин
- Опозиція прийняття закону «Патріот Акт»
- Підтримка сексуальних меншин, в тому числі їх прав на шлюб та усиновлення дітей
- Опір застосуванню смертної кари
- Підтримка легалізації м'яких наркотиків у медицині
- Обмеження права на володіння зброєю